# 毅進制

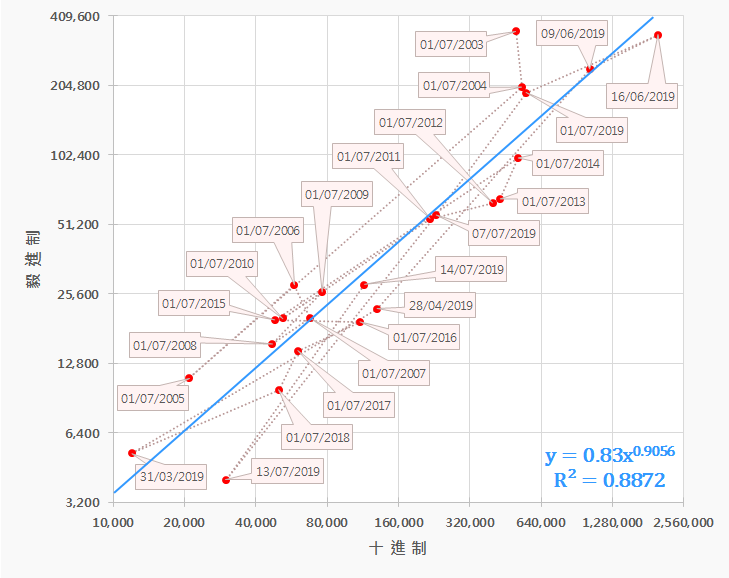
以雙對數座標軸呈現2003年以来非建制派遊行的數字，講述十進制與「毅進制」的關聯。线条表示时间順序，最右者为2019年6月16日舉行的「譴責鎮壓，撤回惡法」大遊行。

毅進制（英語：Yijinecimal）是香港的示威遊行中，示威者出於對香港警務處（下稱「警方」）的遊行人數估算數字過低的不滿，而對其計算方法的嘲諷。這種情況在反對逃犯條例修訂草案運動中最為突出和激烈。香港的網民分別為「毅進制」惡搞了雙對數線性關係及數字移位演算方法、轉換器，以及介紹「毅進制」的维基百科頁面。

## 詞源及歷史

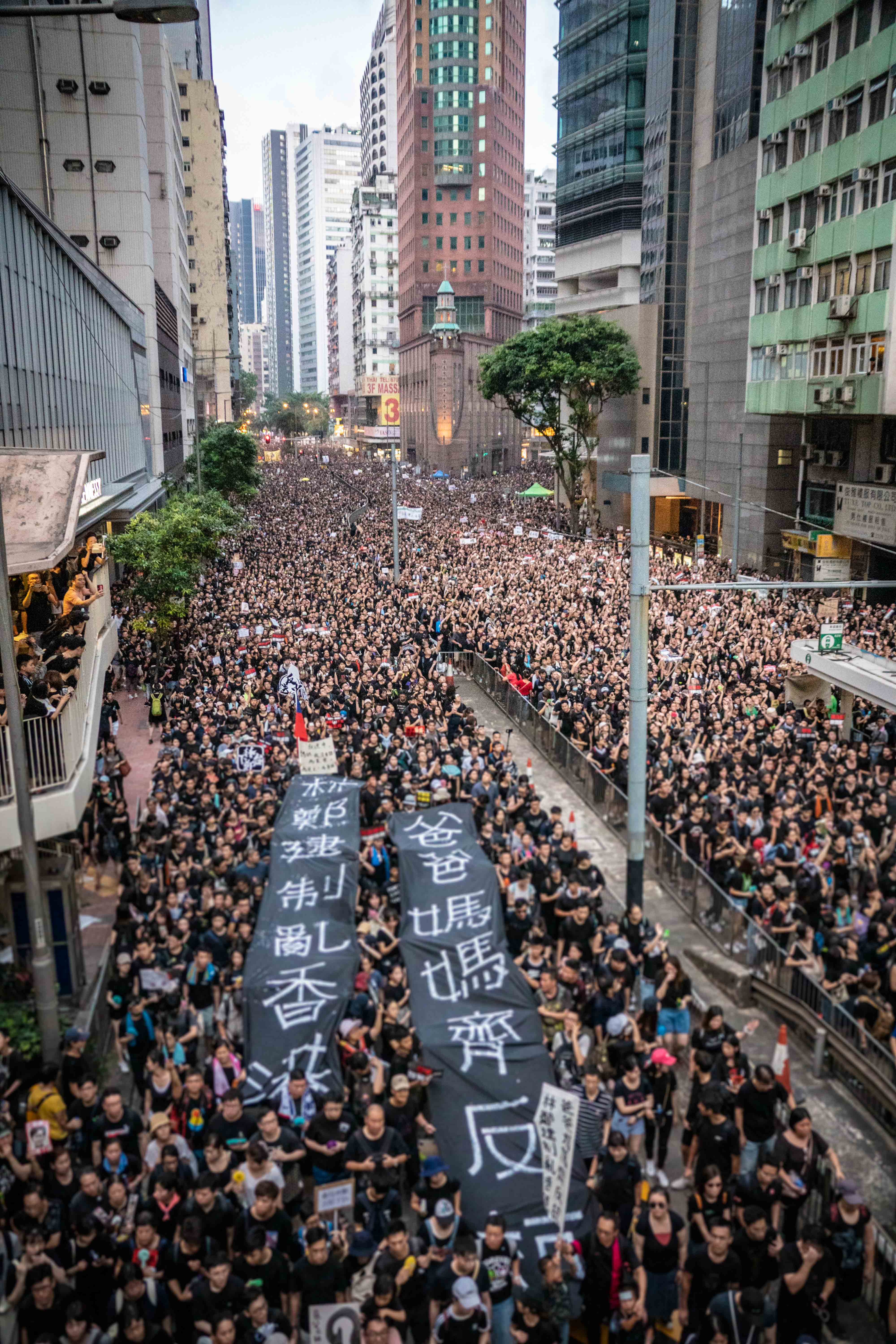
民間人權陣線（民陣）指2019年6月16日舉行的「譴責鎮壓，撤回惡法」大遊行的遊行人數有近200萬，警方則指人數最高峰期有33.8萬。

在香港，遊行主辦單位與警方公佈的遊行人數數字往往有很大的差距。2015年1月下旬發生的旺角清場及驅散行動期間，一名警員疑因脾氣暴躁，被一名女子嘲笑其為「毅進仔」，從此「毅進仔」用於貶稱或揶揄警員學歷不高。
在反對逃犯條例修訂草案運動所引起的衝突中，遊行主辦單位與警方公佈的數字差距過百萬，例如在6月9日「守護香港反送中」大遊行中，街道水洩不通、多個港鐵站有大量人潮，民間人權陣線（民陣）宣佈有達103萬人上街遊行，警方則指遊行人數最高峰期有24萬；而在一星期後的6月16日「譴責鎮壓，撤回惡法」大遊行，民陣指遊行人數有近200萬，警方則指人數最高峰期有33.8萬。為了諷刺警方方面的遊行人數估算數字過低，有網民特意在維基百科寫下對「毅進制」的解釋的用戶頁，前無綫新聞主播伍家謙看到維基百科頁面的介紹後，直言：「好認真，連登仔好厲害，請受小弟一拜」。也有網民為「毅進制」特意製作了其與十进制的轉換器，而其他網民的留言回應包括「給他頒個諾貝爾數學獎」、「已經很多年沒用過的公式。好懷念」、「連公式也有，很厲害」等。。

## 用法
「毅進制」一詞本意為諷刺警方方面的遊行人數估算數字過低、估算方式有問題。據《蘋果日報》報導，於7·7九龍區大遊行期間，網上流傳一段影片，可見一名便衣女警手持計算器，起初看着遊行隊伍時，大約每秒僅按1次，但當發現被人拍攝時，開始迴避鏡頭；當她望向鏡頭時，更連續按下2次計算器。網民形容她的計算方式如數蚊，又諷刺是「高科技」。《蘋果日報》在該新聞報導中就將該便衣女警的遊行人數估算方式稱為「毅進制」。警方於8月19日中的記者會表示，他們所估算的總人數，並不代表參加公眾活動的總人數。而所點算的總人數，主要是為警隊內部調配警力用途，並不是主動公開的數字。
後來，「毅進制」一詞演化成與其詞源「毅進仔」一詞相近的意思，用於揶揄警員學歷不高、知識欠奉。2019年香港區議會選舉翌日，人稱「光頭警長」的劉澤基在微博上載兩幅Excel試算表截圖，聲稱全香港候選人總得票經統計只有125萬，但總投票人數為294萬，並反問其餘「160萬選票去了哪？是廢票？……我們要求所有地區重點票！」求驗傳媒於11月26日發帖，稱其僅直接複製官方網頁數據在Excel相加，卻不知道Excel不會相加本身附有星號的數字，結果漏了計算部分選票。選舉事務處也在Facebook和經新聞處發稿，澄清其指控無稽，影響市民對選舉制度的信心。《蘋果日報》在其報導中即形容此事為「毅進制的錯」。此外，林創成在《信報》發表的專欄文章中提及警方聲稱“發現危險易燃物品，包括6桶懷疑汽油和51個空玻璃樽，相信可以製造100枚汽油彈”，惟該聲稱與一個空玻璃樽只能製作一枚汽油彈的常識相違背，林創成由此以「毅進制」一詞諷刺警方公佈的資訊背離數學邏輯與常識。

## 演算

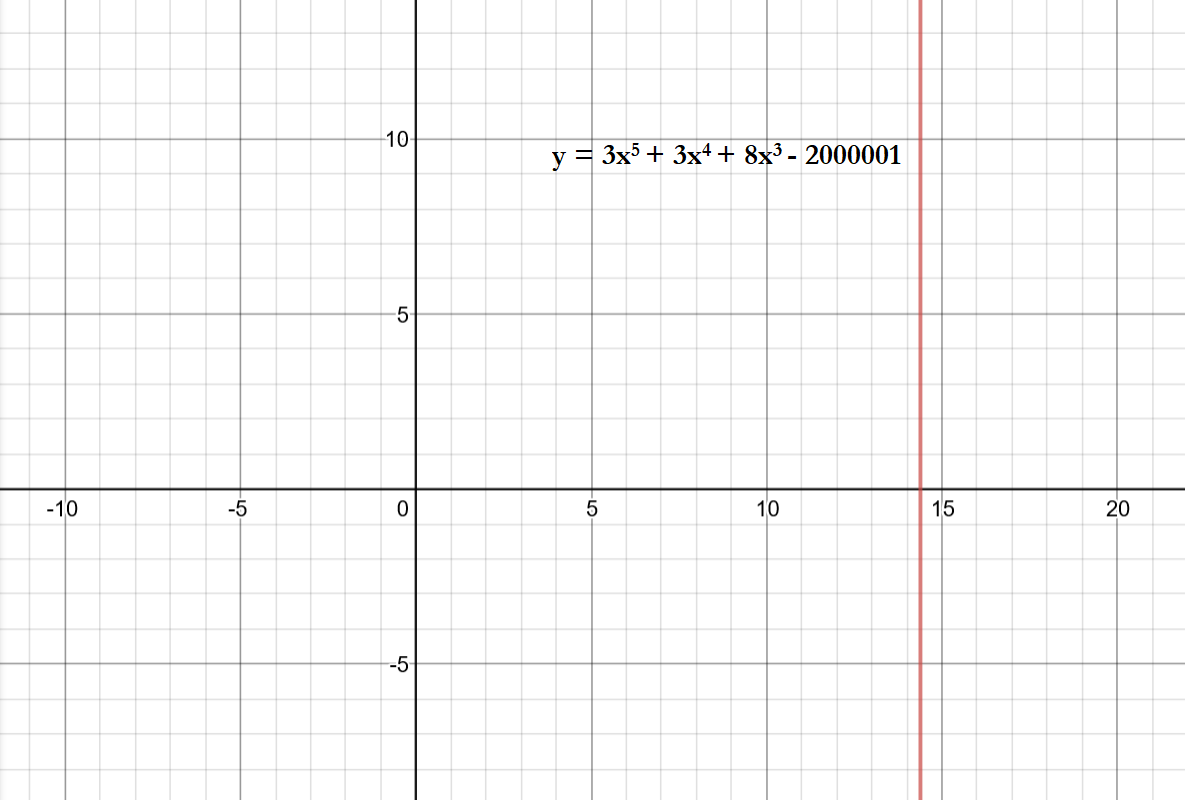
以二維坐標系統圖表示的毅進制五次方程。

連登網民「愛情波函數」發現，「毅進制」數值與十進制數值分別作出对数時，兩者之間有線性關係。「愛情波函數」以一個雙對數座標軸圖表表示其演算方式，其中x軸代表民陣公佈的遊行人數的對數，而y軸則代表警方公佈的遊行人數的對數。「愛情波函數」更稱，以後只要有民陣公佈的遊行人數，把數字代入圖標的紅線後，就會得到警方公佈的遊行人數的約數。「愛情波函數」後來使用迴歸分析的方法編寫「毅進制」計算器，收集過往遊行集會警方和主辦單位的遊行數字，在座標上得出線性方程，可於網上直接轉換，得到10%以內誤差的估算數字。
另一網民「新數學-毅進制」戲稱只要對數字進行移位，即可轉換十進制數字為「毅進制」。他以6月16日反對《逃犯條例》修例的遊行人數「2,000,001」舉例，首先將4個「0」字重疊變成兩個「8」字，再以最後的「1」字將其中一個「8」分開，就可以得到「23,380」，最後將萬位數的「2」字化成兩個「0」，就計得出警方的「338,000」。
一名數學教師「賭sir」曾拍攝短片，利用6月16日遊行中民陣和警方分別公佈的遊行人數，示範由十進制轉換到「毅進制」的計算，最後計出「毅進制」可能是14.3848進制。「賭sir」所運用的算式涉及五次方程，不存在公式解，需要以電腦解方程。
|             | {\displaystyle 3x^{5}+3x^{4}+8x^{3}=2000001} {\displaystyle x=14.3848}（電腦計算） |
| ——「賭sir」 |                                                                                    |

## 外部連結
- 毅進制函數務實法計算機（页面存档备份，存于）